# RPL26
La proteína L26 ribosomal 60S (RPL26) es una proteína codificada en humanos por el gen rpl26.
Los ribosomas, orgánulos que catalizan la síntesis de proteínas, se constituyen de una subunidad pequeña 40S y de una subunidad grande 60S. Estas subunidades están compuestas de 4 especies de ARN y aproximadamente 80 proteínas estructuralmente distintas. RPL26 es una proteína ribosomal constituyente de la subunidad 60S. La proteína pertenece a la familia L24P de proteínas ribosomales. Se localiza en el citoplasma. Como suele ocurrir en aquellos genes que codifican proteínas ribosomales, existen multitud de pseudogenes procesados de este gen dispersados a lo largo del genoma.

## Interacciones
La proteína RPL26 ha demostrado ser capaz de interaccionar con:
- Mdm2[3]